# Goniopora ceylon
Goniopora ceylon is een rifkoralensoort uit de familie van de Poritidae. De wetenschappelijke naam van de soort is voor het eerst geldig gepubliceerd door Barnard.